# 3OH!3
3OH!3（發音為「three oh! three」）是一個來自美國科羅拉多州博爾德的流行電音兩人團體，由Nathaniel Motte和Sean Foreman組成。他們最出名的單曲是《Don't Trust Me》，在告示牌百强单曲榜到達第7名。

## 歷史
3OH!3由Sean Foreman（1985年8月27日出生）和Nathaniel Motte（1984年1月13日出生）組成，兩人均來自科羅拉多州博爾德。Foreman和Motte於2004年成立他們的樂團。

## 唱片
- 2007年：3OH!3（英语：3OH!3 (album)）
- 2008年：Want（英语：Want (3OH!3 album)）
- 2010年：Streets of Gold（英语：Streets of Gold）
- 2013年：Omens（英语：Omens (album)）
- 2016年：Night Sports（英语：Night Sports (album)）
- 2021年：Need（英语：Need(album)）

## 外部連結
- 官方网站